# Contrepoints
Contrepoints — французское либеральное и либертарианское интернет-издание. Сайт создан ассоциацией Liberaux.org в 2007 году, а с конца 2009 года существует в текущем виде интернет-издания. Название является отсылкой к ныне уже несуществующему журналу Contrepoint, основанному в 1970 году Ароном Раймоном.
По заявлению самого издания, в нём публикуются материалы многочисленных авторов, «представляющих весь либеральный спектр».
Contrepoints входит в Профессиональный союз независимых онлайн-СМИ Франции (SPIIL).
По мнению журналиста газеты Le Monde Самюэля Лорана, Contrepoints является одним из самых известных либеральных интернет-изданий во Франции.
Counterpoints получило премию Razel Award от Института политической подготовки (IFP) как лучший интернет-проект 2010 года.
В 2012 году Contrepoints получило премию «Templeton Freedom Award» от фонда экономических исследований «Атлас».